# Okręg wyborczy Flynn
Okręg wyborczy Flynn (ang. Division of Flynn) – jednomandatowy okręg wyborczy do Izby Reprezentantów Australii, położony w stanie Queensland, na północ od Brisbane.
Pierwsze wybory odbyły się w nim w 2007 roku, a jego patronem jest duchowny i działacz społeczny John Flynn, założyciel Royal Flying Doctor Service of Australia.
Od 2010 roku posłem z tego okręgu był Ken O’Dowd z Liberal National Party of Queensland.

## Lista posłów
Lista posłów z okręgu Flynn:
| okres urzędowania | poseł        | przynależność                        |
| ----------------- | ------------ | ------------------------------------ |
| 2007-2010         | Chris Trevor | Australijska Partia Pracy            |
| od 2010           | Ken O’Dowd   | Liberal National Party of Queensland |